# Anglès mitjà

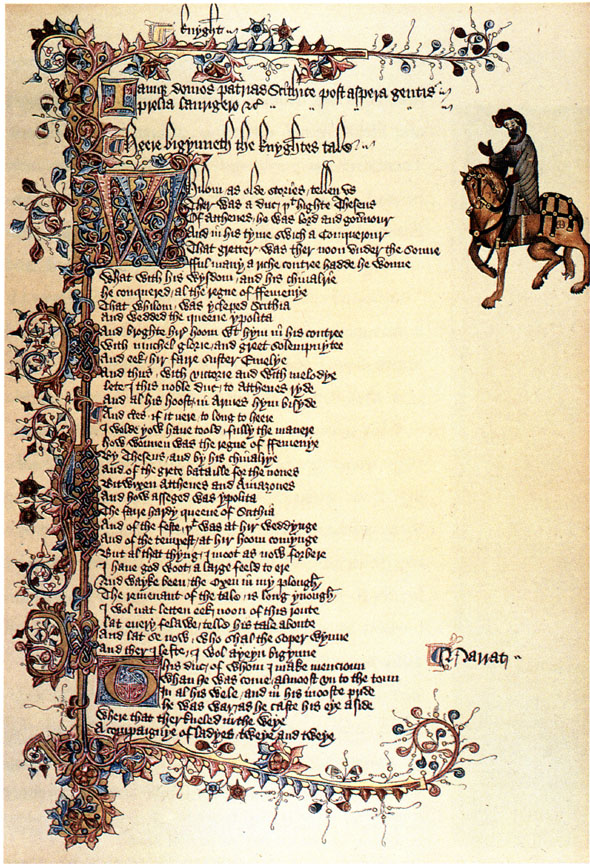
Pàgina del manuscrit d'Ellesmere

El terme anglès mitjà (en anglès Middle English) descriu els dialectes de l'anglès a la història de la llengua anglesa entre l'alta i la baixa edat mitjana, o més o menys durant el període de tres segles comprès entre finals del segle xii i el final del segle xv.
L'anglès mitjà es va desenvolupar a partir del darrer anglès antic a l'Anglaterra normanda (1066-1154) i es parlà durant tota l'era Plantagenet (1154-1485). El període de l'anglès mitjà es va acabar al voltant del 1470, quan l'estàndard de la Cancelleria - una forma d'anglès basat en el dialecte londinenc - va començar a generalitzar-se, un procés ajudat per la introducció de la impremta a Anglaterra per William Caxton a la fi dels anys 1470. En aquells dies la variant del dialecte de Northúmbria (freqüent al nord d'Anglaterra) parlat al sud-est d'Escòcia s'estava desenvolupant a l'idioma escocès.
L'idioma d'Anglaterra. tal com es va usar després de 1470 i fins al 1650 es coneix com a primer anglès modern.
A diferència de l'anglès antic, que tendia en gran manera a adoptar les convencions d'escriptura del darrer saxó occidental en el període immediatament anterior a la conquesta normanda d'Anglaterra, l'anglès mitjà escrit mostra una àmplia varietat de formes d'escriptura (i presumiblement dialectals). Aquesta diversitat suggereix la fi gradual de la funció de Wessex com a punt focal i de tendències per als escriptors i escribes, l'aparició de més diferents estils d'escribes locals i dialectes escrits, i un patró general de transició de l'activitat durant els segles posteriors, quan Northúmbria, el regne d'Ànglia de l'Est i Londres van sorgir successivament com els principals centres de la literatura anglesa, cadascun amb els seus propis interessos particulars.
La literatura en anglès mitjà dels segles xii i xiii és comparativament rara, atès que les comunicacions escrites es feien en anglonormand o en llatí medieval. L'anglès mitjà va esdevenir molt més important com a llengua literària durant el segle xiv, amb poetes com ara Chaucer, Langland, John Gower, i el Poeta Pearl. Hi hagué també interès a escriure en llengua vernacla durant el moviment dels Lollards, amb els religiosos teòlegs i dissidents John Wycliffe i John Purvey que escrivien per a la causa. Atès que la impremta no s'utilitzava a Anglaterra abans de la dècada del 1470, no hi ha cap obra original impresa en anglès mitjà. L'obra de Chaucer Els contes de Canterbury (Middle English: Tales of Caunterbury) fou impresa per primer cop el 1478. Mai no es van imprimir Bíblies en anglès mitjà; les Bíblies de Wycliffe del 1382 al 1395 van ser copiades per escribes i són, per tant manuscrits. Es creu popularment que William Shakespeare escrivia en anglès mitjà, però de fet va escriure en primer anglès modern.

## Història

### Conquesta normanda
Eduard el Confessor, va morir sense deixar descendència, de manera que el seu cunyat, Harold de la casa de Godwin, va heretar el tron del Regne d'Anglaterra. El seu regnat, però, va durar menys de 10 mesos, atès que Guillem el Conqueridor, setè duc de Normandia, es va rebel·lar, amb l'argument que tenia més dret a heretar el tron, que de fet aconseguiria després de la batalla de Hastings el 1066.
La cultura anglesa va canviar sota la influència normanda, com pot apreciar-se en la construcció d'esglésies i castells. Més important va ser l'adopció del francès normand, que es va convertir més endavant en anglonormand, aquesta variant del francès es convertiria en l'idioma oficial de la cort. Els seguidors de Guillem van ocupar els alts càrrecs civils i eclesiàstics, i se'ls va premiar amb propietats expropiades a la noblesa anglesa, el que va fer que s'associés l'ús del francès amb la noblesa i les classes altes. Els nobles normands, a més, eren terratinents tant a Anglaterra com a Normandia, de manera que tenien interessos comercials a banda i banda del Canal de la Mànega, el que va provocar amb el pas dels anys que la majoria d'ells fossin bilingües.
Les convencions literàries es van veure també modificades, com es pot veure, per exemple en la substitució de la clàssica al·literació anglosaxona per la rima en les composicions poètiques. Durant un llarg període Anglaterra va ser un país trilingüe: l'anglonormand era la llengua culta, el llatí, la llengua eclesiàstica, a més de conviure amb el francès en l'administració, i l'anglès, que seguia sent la llengua majoritària, era la llengua vulgar. Aquest trilingüisme, unit al previ corrent de préstecs escandinaus va tenir un gran impacte en el vocabulari de l'anglès mitjà, que pot apreciar-se fins als nostres dies. Un exemple típic d'aquests préstecs és el vocabulari referent als animals de granja i el menjar: pig / pork, cow / beef, sheep / mutton i altres parells com: house / mansion, worthy / honour, bold / courageous, o la triplicació de noms i adjectius, per exemple, l'adjectiu 'reial' que pot expressar-se de tres maneres diferents, cadascuna derivada d'una d'aquestes tres llengües: kingly (anglosaxó)/ royal (francès)/ regal (llatí).
El paper de l'anglonormand com a llengua del govern i la llei es fa palès abastament en l'abundància de mots anglesos moderns per als mecanismes de govern que deriven de l'anglonormand. Per exemple court (cort, tribunal), judge (jutge), jury (jurat), appeal (apel·lació), parliament (parlament). També són prevalents en l'anglès modern els termes relatius a la cultura cavalleresca, entesa com a codi del cavaller que van sorgir al segle xii, una era de feudalisme i croades. Des del principi, aquest vocabulari de comportament refinat començar a obrir-se pas en anglès, importat pels normands que van deixar la seva empremta tant en l'idioma anglès com en el territori de la mateixa Anglaterra.
De la mateixa manera, les influències normandes - i, posteriorment, les franceses - van conduir a la formació d'interessants d'alguns "mots parells" interessants en anglès, com es veu a continuació, on ambdós signifiquen "algú que defensa".
- Warden del normand, i
- Guardian del francès (Ambdós, "warden" i "guardian" tenen origen germànic.)

Anglès antic i mitjà
La fi del domini anglosaxó no va comportar immediatament un canvi d'idioma. Tot i que molts alts càrrecs a l'església varen ser ocupats pels normands, l'anglès antic continuà sent usat a les cròniques, com ara a la Crònica de Peterborough fins a finals del segle xii. Els no literats haurien parlat els mateixos dialectes que abans de la conquesta, tot i que aquests canviaren lentament fins que els seus registres escrits van esdevenir disponibles per a l'estudi, que variava en les diferents regions. Un cop l'escriptura de l'anglès antic arriba a la seva fi, l'anglès mitjà no té una llengua estàndard, només dialectes que deriven dels dialectes de les mateixes regions al període anglosaxó.

### Primer anglès mitjà
El primer anglès mitjà (1100–1300) té un ampli vocabulari anglosaxó (amb molts préstecs nòrdics a les zones del nord del país) però a l'hora té un sistema d'inflexió molt simplificat. Les relacions gramaticals que s'expressaven en anglès antic mitjançant el datiu són reemplaçades en el primer anglès mitjà per construccions preposicionals. Aquest reemplaçament és, tanmateix, incomplet: l'antic genitiu anglès "-es" sobreviu en el modern genitiu saxó—ara se l'anomena el "possessiu": P. ex., la forma "dog's" per la més llarga "of the dog" (ambdues signifiquen "del gos"). Però molts dels altres casos finals van desaparèixer en el període del primer anglès mitjà, inclosa bona part de les prop d'una dotzena de formes de l'article definit ("the"). El nombre gramatical dual (que expressa exactament dues d'una cosa) també va desaparèixer de l'anglès durant el període del primer anglès mitjà (a banda dels pronoms personals), la qual cosa simplificà encara més l'idioma.
Es van produir canvis profunds en la gramàtica. A poc a poc, els rics i el govern s'anglicitzaren de nou, per bé que el normand (i posteriorment el francès) van seguir sent els idiomes dominants de la literatura i el dret fins al segle xiv, fins i tot després de la pèrdua de la majoria de la possessions continentals de la monarquia anglesa. El nou idioma anglès no semblava el mateix que l'antic. Entre altres coses, a més de patir canvis en el vocabulari, el complex sistema de terminacions flexives que tenia l'anglès antic, a poc a poc es va perdre o va ser simplificat en els dialectes de l'anglès mitjà parlat. Aquest canvi es va reflectir també, gradualment, en les seves cada vegada més diverses formes escrites. La pèrdua de les terminacions de cas forma part d'una tendència general de les inflexions envers un ordre de paraules fix, un fet que també es van produir en altres llengües germàniques i, per tant, no es pot atribuir simplement a la influència de les seccions de parla francesa de la població. Cal no oblidar que l'anglès seguia sent, després de tot, l'idioma de la immensa majoria de la població. També s'argumenta que els immigrants nòrdics a Anglaterra van tenir un gran impacte en la pèrdua de desinències a l'anglès mitjà. Un argument és que, tot i que els parlants nòrdics i anglòfons tenien un cert grau d'intercomprensió, la incapacitat dels parlants nòrdics per reproduir els sons finals de les paraules en anglès influencià en pèrdua de les desinències en l'anglès mitjà. Un altre argument és que les simplificacions morfològiques van ser causades pels britanoromans que eren bilingües en anglès antic i, o bé britònics (les llengües dels quals no tenen cas) o llatí britànnic (que pot haver mancat de cas substantiu, com la majoria de les llengües romàniques modernes).

### Darrer anglès mitjà
El període del darrer anglès mitjà va ser un moment d'agitació a Anglaterra. Després de la deposició de Ricard II d'Anglaterra el 1399, la Casa de Plantagenet es divideix en la Casa de Lancaster i la Casa de York. El seu antagonisme culminaria en les guerres de les Roses (1455-1487). L'estabilitat arribaria només de forma gradual amb la dinastia Tudor d'Enric VII.
Durant aquest període de canvi social, amb nous governants que arriben a les posicions de poder, alguns d'ells procedents d'altres parts del país o dels nivells més baixos de la societat, es van produir molts canvis lingüístics:
Cap al final del segle xv va començar a sorgir un anglès més modern. La impressió començar a Anglaterra a la dècada del 1470, la qual cosa va ajudar a estabilitzar l'idioma. Amb una llengua estandarditzada, la impressió de la Bíblia en anglès i el Llibre d'oració comú que es llegia a les congregacions d'esglésies de la dècada del 1540 en endavant, un públic més ampli es va familiaritzar amb un llenguatge uniforme, i va començar l'era moderna de l'anglès.

#### L'estàndard de la Cancelleria
L'estàndard de la Cancelleria es basa en gran manera en els dialectes de Londres i Midlands de l'Est, ja que aquestes àrees van ser centres polítics i demogràfics de la societat anglesa. No obstant això, s'utilitzaren altres formes dialectals on hi havia significats més clars; per exemple, dels dialectes del nord "they", "their" i "them" (derivats de les formes escandinaves van ser utilitzats en lloc de les formes londinenques "hi/they", "hir" i "hem." Això es va produir, potser, perquè les formes londinenques podrien ser confoses amb mots com ara he, her i him. (No obstant això, les formes col·loquials escrites com a "'em", com en "up and at 'em", bé podien representar una supervivència parlada de "hem" en lloc d'un escurçament del derivat del nòrdic "them".)
Els empleats que utilitzaven l'estàndard de la Cancelleria haurien estat familiaritzats amb el francès i el llatí, que hauria d'haver influït en les formes que van triar. L'estàndard de la Cancelleria no va ser l'única influència en les formes posteriors de l'anglès - el seu nivell d'influència és controvertit i van seguir existint una varietat de dialectes parlats- però va facilitar un nucli al voltant del qual el primer anglès modern podria cristal·litzar.
Pels volts de mitjans del segle xv, l'estàndard de la Cancelleria s'utilitzava per a fins més oficials, excepte per l'Església, que encara utilitzava el llatí, i en determinats casos legals, per a això s'utilitzaven el francès de dret i una mica de llatí. Es va difondre per Anglaterra pels buròcrates en missió oficial i lentament va guanyar prestigi.
A finals de la dècada de 1490 i principis de 1500, un dels primers impressors, Richard Pynson, va afavorir l'estàndard de la Cancelleria en les seves obres publicades, i en conseqüència va empènyer l'ortografia anglesa més cap a la normalització.

### El ressorgiment de l'anglès
A partir del segle xiii, després de la pèrdua del ducat de Normandia, les tensions provocades per la rivalitat anglesa i francesa durant la Guerra dels Cent Anys van convertir els dos països en enemics. L'anglès va passar a ser un dels símbols de la identitat nacional, i en aquella època, aquells que tenien ascendència normanda ja es veien a si mateixos com anglesos. En 1233 Enric III, que volia emular l'autocràcia de la monarquia francesa, va reemplaçar tots els seus cortesans per nobles portats de França, els quals van usurpar els llocs dels ducs anglonormands, la qual cosa incrementà el sentiment nacionalista entre aquests i formà un terreny comú entre les classes mitjanes i la noblesa. D'altra banda, l'anomenada Mort o Pesta Negra va fer estralls entre la població camperola del país. La manca de mà d'obra va portar als camperols a sol·licitar millor retribució i revoltes com la revolta camperola de 1381, i la forta mortalitat que es donava en els monestirs, habitats per un gran nombre de gent, va provocar que els monjos cultes morts fossin reemplaçats per altres monjos recentment ordenats, que desconeixien les llengües clàssiques.
D'altra banda, el moviment dels lollards, liderat per John Wycliffe, es va ocupar de traduir la Bíblia a l'anglès, mentre al país es desenvolupava un corrent místic en la literatura, exponents del qual són les obres de Richard Rolle, l'anònima El núvol del no saber, les revelacions de Juliana de Norwich i El llibre de Margery Kempe. A finals del segle xiv es va reviure el vers al·literatiu, de manera que va ressorgir la tradició anglosaxona anterior en obres com Pere el Pagès de William Langland, el poema al·literatiu "Morte Arthure" o Sir Gawain and the Green Knight. L'anglès va reemplaçar també el francès en els documents de caràcter públic i es va convertir en la llengua oficial de la cort tan bon punt es va iniciar el regnat d'Enric IV. El 1362 es va emprar per primera vegada l'anglès per convocar el parlament.

### Dialectes de l'anglès mitjà
Els textos disponibles en anglès mitjà permeten veure moltes diferències dialectals segons la regió de procedència. Freqüentment aquests dialectes difereixen en el grau d'avanç que presenten alguns canvis fonètics gairebé sempre, en anglès modern. En termes generals es distingeixen tres àrees dialectals principals: Nord, Midlands (occidental i oriental) i Sud (kèntic i sud-occidental). Els dialectes del nord són més conservadors quant a la fonologia, el que significa que la seva pronunciació freqüentment era la més propera a l'anglès antic, tot i que, no obstant això, pel que fa a la morfologia eren molt més innovadors que els dialectes del sud.
Entre els canvis fonètics que difereixen en el seu grau d'avanç al nord i al sud hi ha la palatalització de les antigues / k, g / davant vocal anterior que és més freqüent al sud, d'altra banda la palatalització de [s] a [ʃ] és típica del nord. La següent table resumeix algunes característiques fonètiques i gramaticals que típiques de les tres regions dialectals:
| So / Ortografia          | Nord                      | Midlands           | Sud            |
| So / Ortografia          | sense canvi               | mixt               | canvia a       |
| ------------------------ | ------------------------- | ------------------ | -------------- |
| Palatalització de velars | [k],[ɣ] frankis 'francès' | [k]~[ʧ] [ɣ]~[ʒ]    | [ʧ],[ʒ] french |
| Palatalització de /s/    | [s] sal                   | [s]~[ʃ]            | [ʃ] shal       |
| Obertura [ɑː] > [ɔː]     | [ɑː] ham 'llar'           | principalment [ɔː] | [ɔː] home      |
| Tancament [o] > [a]      | -on mon 'home'            | on~an              | -an man        |
| Sonorització de /f, s/   | [f], [s]                  | [f], [s]           | [v], [s]       |
| Ortografia: hw-/qu-      | qu-                       | hw-                | hw-            |
| Morfologia i sintaxi | Nord              | Midlands          | Sud                |
| -------------------- | ----------------- | ----------------- | ------------------ |
| Pronom 3ªP. Pl.      | they (S) them (O) | they (S) them (O) | hi (S) heo (O)     |
| Pronom 3ªP. Fem.     | she               | she~heo           | heo                |
|                      | -(e)s             | mixt              | com en anglès ant. |
| Participi de present | -ande             | -ende             | -ing/-inde         |
| Participi de passat  | (sense prefix)    | y-/i-             | y-/i-              |
| Marca d' infinitiu   | to/at             | to                | to                 |

## Aspectes formals

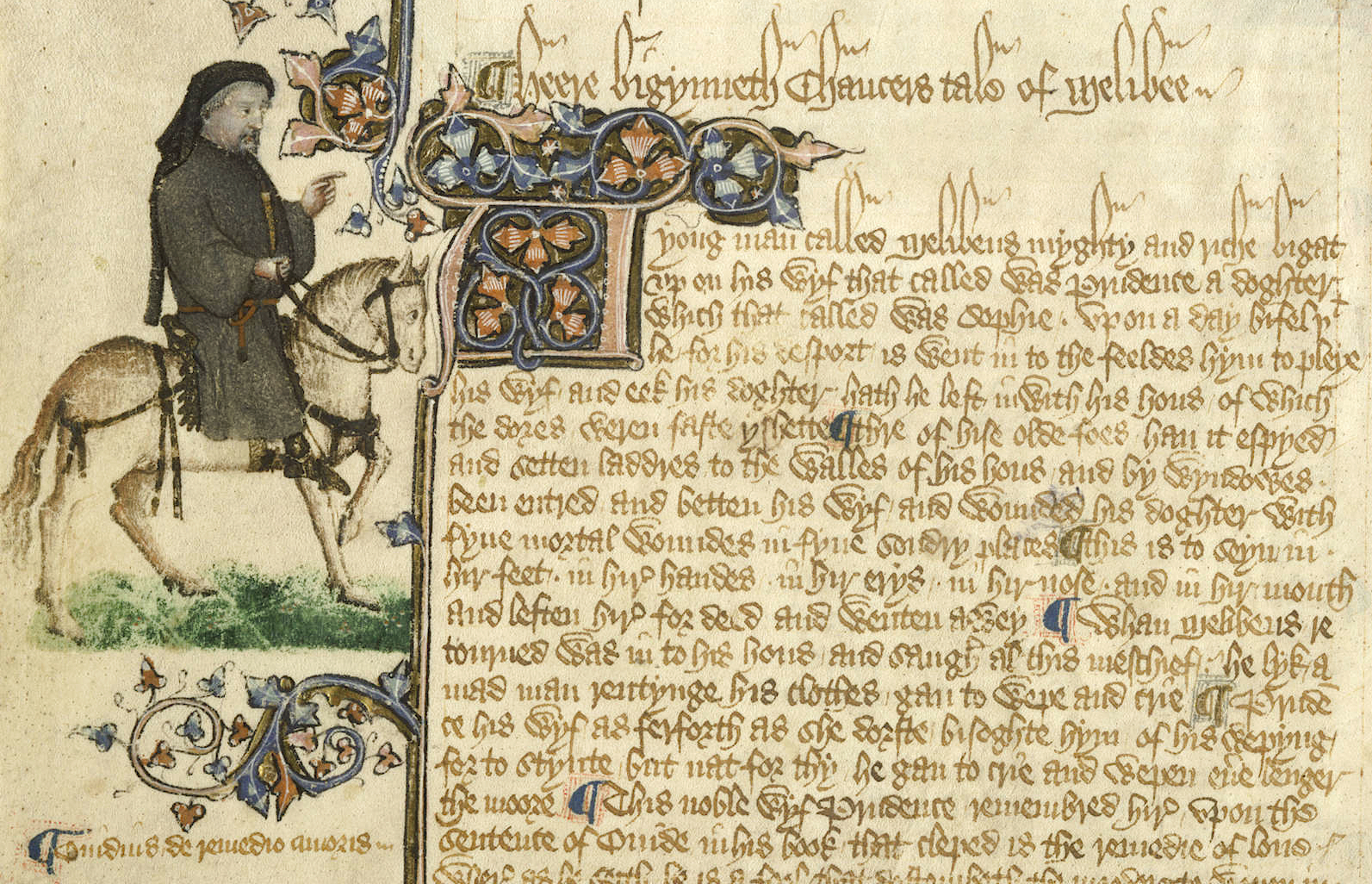
Geoffrey Chaucer representat com a pelegrí en el Manuscrit Ellesmere.

### Ortografia de l'anglès mitjà
- Consonants:

La runa Thorn <þ> continuar emprant-se fins al segle xvii en abreviatures: þ  t  (that) þ  i  (the), mentre <ð> va caure en desús cap al segle xiii. Ambdues lletres són reemplaçades poc a poc per «th».
La runa Wynn «ƿ», que representa el so AFI [w] s'escriu com a «o, uu, vv». Més endavant s'empraria «g '
«Cƿ» passa a «qu».
La G insular (ᵹ) adopta la forma carolíngia de transcriure el fonema [g]: «G, g» i una adaptació de la primera coneguda com a yogh «Ȝ» per al fonema [j]. El so [[ɣ]] va desaparèixer en anglès mitjà, transformant-se en [w] quan anava precedit de [l] o [r].
C ᵹ va passar a «i» en posició inicial i «gg» en medial i final, aquesta última passà a ser «dg». «G, general» es van emprar per a préstecs del francès.
«H» servia per representar tant [h] com [x] i [ç]. aquestes dues últimes podien aparèixer també com «Ȝ» i «Ȝ h».
El so [ʧ], que en anglès antic era un al·lòfon de [k], va continuar representant-com a «c» ia partir del segle xiii, com «ch», «chch», «CCH» i «tch».
[S] pot representar-se com a «c» davant e, o i y i com a «s».
La [f] i la [v], al·lòfons en l'anglès antic, es converteixen en fonemes diferents representats per «f» i «v»/«o».
En tots els casos s'empren les consonants geminades per indicar que la vocal precedent és curta.

### Fonologia

#### Vocals i diftongs
|                                                     | Anterior                                                  | -                                                         | Central                                                   | -                                                         | Posterior                                                 |
| Tancada                                             | \| i : • o : ɪ • • ʊ i: • • o : ə ɛ-ɛ: • • ɔ-ɔ : aa :• \| | \| i : • o : ɪ • • ʊ i: • • o : ə ɛ-ɛ: • • ɔ-ɔ : aa :• \| | \| i : • o : ɪ • • ʊ i: • • o : ə ɛ-ɛ: • • ɔ-ɔ : aa :• \| | \| i : • o : ɪ • • ʊ i: • • o : ə ɛ-ɛ: • • ɔ-ɔ : aa :• \| | \| i : • o : ɪ • • ʊ i: • • o : ə ɛ-ɛ: • • ɔ-ɔ : aa :• \| |
| Gairebé tancada                                     | \| i : • o : ɪ • • ʊ i: • • o : ə ɛ-ɛ: • • ɔ-ɔ : aa :• \| | \| i : • o : ɪ • • ʊ i: • • o : ə ɛ-ɛ: • • ɔ-ɔ : aa :• \| | \| i : • o : ɪ • • ʊ i: • • o : ə ɛ-ɛ: • • ɔ-ɔ : aa :• \| | \| i : • o : ɪ • • ʊ i: • • o : ə ɛ-ɛ: • • ɔ-ɔ : aa :• \| | \| i : • o : ɪ • • ʊ i: • • o : ə ɛ-ɛ: • • ɔ-ɔ : aa :• \| |
| semitancada                                         | \| i : • o : ɪ • • ʊ i: • • o : ə ɛ-ɛ: • • ɔ-ɔ : aa :• \| | \| i : • o : ɪ • • ʊ i: • • o : ə ɛ-ɛ: • • ɔ-ɔ : aa :• \| | \| i : • o : ɪ • • ʊ i: • • o : ə ɛ-ɛ: • • ɔ-ɔ : aa :• \| | \| i : • o : ɪ • • ʊ i: • • o : ə ɛ-ɛ: • • ɔ-ɔ : aa :• \| | \| i : • o : ɪ • • ʊ i: • • o : ə ɛ-ɛ: • • ɔ-ɔ : aa :• \| |
| Mitjana                                             | \| i : • o : ɪ • • ʊ i: • • o : ə ɛ-ɛ: • • ɔ-ɔ : aa :• \| | \| i : • o : ɪ • • ʊ i: • • o : ə ɛ-ɛ: • • ɔ-ɔ : aa :• \| | \| i : • o : ɪ • • ʊ i: • • o : ə ɛ-ɛ: • • ɔ-ɔ : aa :• \| | \| i : • o : ɪ • • ʊ i: • • o : ə ɛ-ɛ: • • ɔ-ɔ : aa :• \| | \| i : • o : ɪ • • ʊ i: • • o : ə ɛ-ɛ: • • ɔ-ɔ : aa :• \| |
| Semioberta                                          | \| i : • o : ɪ • • ʊ i: • • o : ə ɛ-ɛ: • • ɔ-ɔ : aa :• \| | \| i : • o : ɪ • • ʊ i: • • o : ə ɛ-ɛ: • • ɔ-ɔ : aa :• \| | \| i : • o : ɪ • • ʊ i: • • o : ə ɛ-ɛ: • • ɔ-ɔ : aa :• \| | \| i : • o : ɪ • • ʊ i: • • o : ə ɛ-ɛ: • • ɔ-ɔ : aa :• \| | \| i : • o : ɪ • • ʊ i: • • o : ə ɛ-ɛ: • • ɔ-ɔ : aa :• \| |
| Gairebé oberta                                      | \| i : • o : ɪ • • ʊ i: • • o : ə ɛ-ɛ: • • ɔ-ɔ : aa :• \| | \| i : • o : ɪ • • ʊ i: • • o : ə ɛ-ɛ: • • ɔ-ɔ : aa :• \| | \| i : • o : ɪ • • ʊ i: • • o : ə ɛ-ɛ: • • ɔ-ɔ : aa :• \| | \| i : • o : ɪ • • ʊ i: • • o : ə ɛ-ɛ: • • ɔ-ɔ : aa :• \| | \| i : • o : ɪ • • ʊ i: • • o : ə ɛ-ɛ: • • ɔ-ɔ : aa :• \| |
| Oberta                                              | \| i : • o : ɪ • • ʊ i: • • o : ə ɛ-ɛ: • • ɔ-ɔ : aa :• \| | \| i : • o : ɪ • • ʊ i: • • o : ə ɛ-ɛ: • • ɔ-ɔ : aa :• \| | \| i : • o : ɪ • • ʊ i: • • o : ə ɛ-ɛ: • • ɔ-ɔ : aa :• \| | \| i : • o : ɪ • • ʊ i: • • o : ə ɛ-ɛ: • • ɔ-ɔ : aa :• \| | \| i : • o : ɪ • • ʊ i: • • o : ə ɛ-ɛ: • • ɔ-ɔ : aa :• \| |
| i : • o : ɪ • • ʊ i: • • o : ə ɛ-ɛ: • • ɔ-ɔ : aa :• |                                                           |                                                           |                                                           |                                                           |                                                           |

Les vocals de l'anglès antic van patir una sèrie de processos que van produir un canvi en la qualitat i en la longitud d'algunes d'elles:
- ʏ i i: deixen de ser arrodonides, passant a ɪ i i:.

- ɑ i æ es fusionen en a.

- Elevació æ: a ɛ: i de ɑ a ɔ.

- Monoptongación dels diftongs [ɛə] a [ɛ], [i: ə] a [i:], [æə] a [æ] ([a]) i [æ: ə] a [æ:] ([ɛ:]).

- A les síl·labes àtones les vocals es traslladen cap al centre i passen a [ə].

| Diftongs en ɪ | Diftongs en ʊ |
| ------------- | ------------- |
| [Æɪ]          | [Aʊ]          |
| [Ɔɪ]          | [Ɔʊ]          |
| [Ʊɪ]          | [ɪʊ]          |
|               | [Ɛʊ]          |

En monoptongs els diftongs heretats es van crear altres nous:
- [Ɔɪ], [ʊɪ] <oi,oy> es van manllevar del francès.

- Altres diftongs es van formar a través de la vocalització del fonema j], que precedit d'una vocal anterior es va convertir en [ɪ] i del fonema ɣ, que precedit per vocal posterior va passar a ʊ.

- Els diftongs [aɪ] i [eɪ] es van fusionar en [æɪ]

## Exemple
Inici del pròleg general dels Contes de Canterbury:
| : Original: Whan þat Aprill with his shoures sote Þe droghte of Marche haþ perced to the rote, And baðed euery veyne in swich licour, Of which vertu engendred is þe flour; Whan Zephirus eek with his swete breeþ Inspired haþ in euery holt and heeþ Þe tendre croppes, and the yonge sonne Haþ in the Ram his halfe course yronne, And smale fowles maken melodye, That slepen al the niȝt with open ye— So prikeþ hem Nature in hir corages— Þan longen folk to goon on pilgrimages, And palmeres for to seken straunge strondes, To ferne halwes, couthe in sondry londes; And specially, from euery shires ende Of Engelond to Caunterbury þey wende, The holy blissful martir for to seke, Þat hem haþ holpen, whan þat þey were seke. : Traducció a l'anglès modern: When that April with its showers sweet The drought of March has pierced to the root And bathed every vein in such liqueur Of which virtue engendered is the flower, When Zephyrus also with his sweet breath Inspired has in every holt and heath The tender crops, and the young sun Has in the Ram his half course run, And small fowls make melody That sleep all the night with open eyes, So pricks them nature in their hearts, Then long folk to go on pilgrimages, And palmers for to seek strange strands To far shrines known in sundry lands, And specially from every shires' end From England to Canterbury they went The holy blessed martyr for to seek That them has helped when that they were sick. : Traducció al català: Quan aquell abril amb els seus dolços ruixats La sequera de març va travessar fins a l'arrel I va banyar tota veta en aquest licor, Del qual la virtut engendrada és la flor; Quan Zèfir també amb el seu dolç alè Va inspirar tota forest i bruc Les tendres messes, i el jove Sol En Àries la seva primera carrera va córrer, I les petites aus entonen melodies Que adormen tota la nit amb ulls oberts, Car així les pica la naturalesa en els seus cors, Llavors durant molt de temps el poble va en pelegrinatges, I els palmers a buscar rosaris estranys A santuaris llunyans coneguts en diverses terres, I especialment de tots els comtats D'Anglaterra a Canterbury es dirigeixen Al sant màrtir beneït per buscar A qui els va ajudar quan van estar malalts. |